# Restrepia jesupiana
Restrepia jesupiana är en orkidéart som beskrevs av Carlyle August Luer. Restrepia jesupiana ingår i släktet Restrepia och familjen orkidéer.
Artens utbredningsområde är Venezuela. Inga underarter finns listade i Catalogue of Life.